# タイワンアオバセセリ
タイワンアオバセセリ（台湾青羽挵、Badamia exclamationis）は、チョウ目（鱗翅目）セセリチョウ科に属するチョウの一種。日本では南西諸島にのみ分布する。

## 概要
アオバセセリと近縁で体型はよく似ているが、本種の翅は緑色にならず一様に褐色である。海岸沿いの防風林などを住みかとし、すばやく飛び回る。花にもよく訪れる。
幼虫の食草はキントラノオ科のコウシュンカズラ（Tristellateia australasiae）。年中発生するが、基本的には成虫で越冬する。

## 分布
インド・オーストラリア区。日本では竹富島・波照間島などの八重山諸島でよく見られ、宮古島以北では少々の記録が残っている程度。